# Juventud

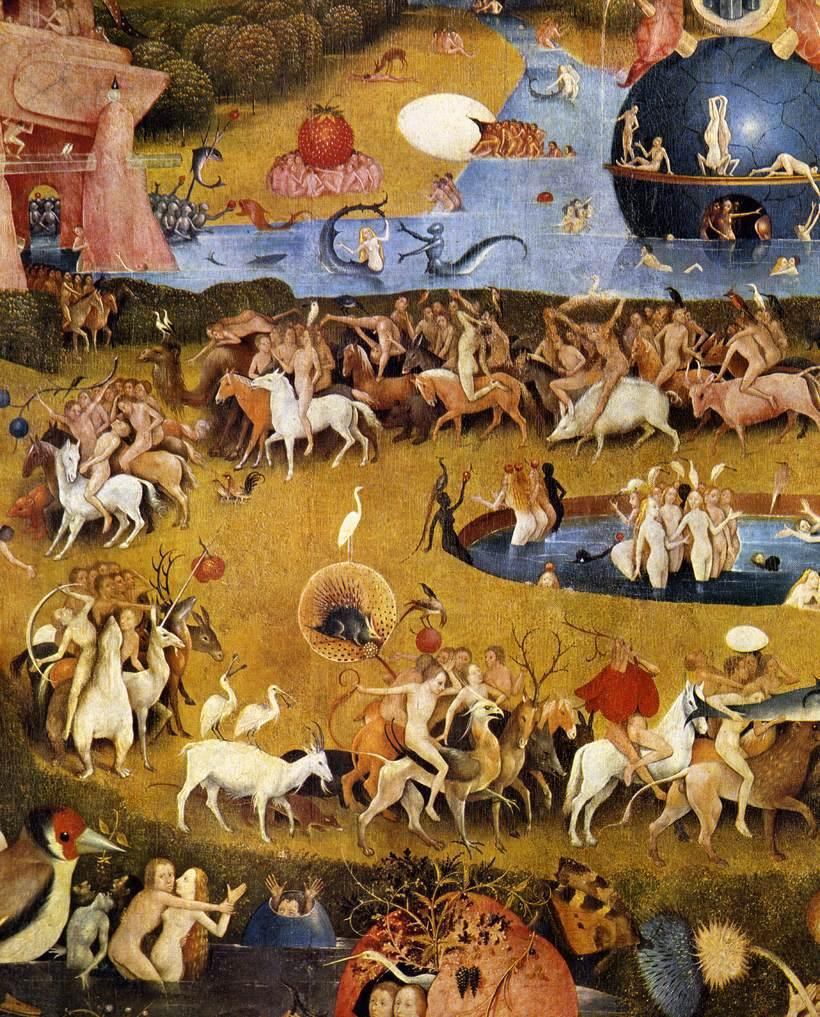
Detalle del panel central de El jardín de las delicias, alegoría de la fuente de la juventud, pintura de Hieronymus Bosch —el Bosco—, 1504.

La juventud (del latín iuventus) comienza en la infancia y acaba en la adultez, situandose antes de la tercera edad.
Según la Real Academia Española, el significado de juventud es: Período de la vida humana que precede inmediatamente a la madurez. Edad que se sitúa entre la infancia y la edad adulta. El término juventud también puede referirse a los primeros tiempos en la existencia de algo, y puede ser sinónimo de energía, vigor y frescura.
El 12 de agosto es el Día Internacional de la Juventud. La fecha fue proclamada en 1999 por la Asamblea General de las Naciones Unidas.
Según Unicef, la juventud constituye un período lleno de oportunidades y cambios en el que van desplegando sus capacidades y facultades para aprender, experimentar, estimular su pensamiento crítico, expresar su libertad y formar parte de procesos sociales y políticos. Debido a ello, se considera una prioridad general que en todas las sociedades se garantice un completo y óptimo desarrollo de las facultades mencionadas. 
En todo el mundo, el marco de edad de los jóvenes está consagrado en la legislación. En la Federación de Rusia, las personas de 14 a 35 años son reconocidas oficialmente como jóvenes.En Vietnam existe una percepción generalizada de los jóvenes como una construcción sociopolítica para ambos sexos entre las edades de 15 y 35 años. Sobre esta base, se puede concluir que hoy en día, el límite de edad inferior de los jóvenes se establece entre 14 y 16 años, el límite superior — 25 y 35 años.
En 2019, se estimo que hay alrededor de 1200 millones de personas entre los 15-34 años en el mundo, representando el 21% de la población mundial.

## Los jóvenes según la ONU y OMS
Si bien no existe una definición internacional universalmente aceptada del grupo de edad que comprende el concepto de juventud, la Organización de las Naciones Unidas,sin perjuicio de cualquier otra definición dada por los Estados miembros, define a los jóvenes, desde 1985, como personas de entre 15 y 24 años de edad. En diciembre de 2015, el Consejo de seguridad de la ONU aprobó una resolución que reconoce la amenaza para la estabilidad y el desarrollo del crecimiento del sentimiento radical entre los jóvenes (los jóvenes en esta resolución se definen como personas de 18 a 29 años). El documento fue presentado por la representante de Jordania, Dina kawar, quien dijo: "estamos tratando de llamar la atención mundial para que los jóvenes reciban la atención que merecen en un momento en que el mundo se ha convertido en un lugar donde surgen más problemas". En cuanto a la Organización Mundial de la Salud, indica a los jóvenes como aquellas personas de entre 10 y 24 años,o entre 19 y 30 años, reconociendo que puede haber «discrepancias entre la edad y las etapas psicosociales del desarrollo», y también «grandes variaciones debidas a factores personales y ambientales». Cabe mencionar que la definición y los matices del término "juventud" varían de un país a otro, según los factores socioculturales, institucionales, económicos y políticos. La carta africana de la juventud define a los jóvenes como personas de entre 15 y 35 años.

## Limitaciones de la clasificación cronológica
La clasificación siguiendo criterios meramente cronológicos se ha mostrado arbitraria e insuficiente, ya que la juventud es un estado que engloba aspectos como la madurez física, social y psicológica de la persona, la educación, la incorporación al trabajo, autonomía e independencia que pueden conllevar la formación de un nuevo núcleo familiar, así como la construcción de una identidad propia que son difícilmente etiquetables en apartados cronológicos. Además el concepto juventud difiere de un país a otro y de un contexto socioeconómico a otro. No hay una única juventud y deben considerarse las diversidades étnicas, sociales y culturales, así como las diferencias económicas ya sean entre países o entre grupos o clases sociales.

## Problemas en la juventud
Los jóvenes tienen problemas específicos que suelen analizar las políticas de organizaciones internacionales (UNESCO, OMS, UNICEF) y de los estados. Problemas como la salud de la juventud que contempla tanto los problemas físicos o psíquicos del desarrollo como la salud reproductiva, la salud sexual, trastornos psíquicos o la drogadicción y el alcoholismo; como el primer empleo, desempleo juvenil, criminalidad juvenil, embarazo adolescente, control de la natalidad, educación sexual, son aspectos a los que los jóvenes se tienen que enfrentar. En todo el mundo, más de 200 millones de adolescentes no asisten a la escuela.
La tasa de desempleo entre los jóvenes duplica, como mínimo, la tasa general de desempleo, y se calcula que 73 millones de jóvenes no tienen trabajo, según la edición más reciente de Tendencias Mundiales del Empleo Juvenil, de la OIT.
La agencia UNICEF expone que comprender a los jóvenes en su amplitud y diversidad es clave para mejorar sus vidas. No obstante, tanto jóvenes como adolescentes experimentan y enfrentan desafíos como los sentimientos de tristeza e incomprensión, las desigualdades o las brechas sociales que les llevan a sufrir problemas que les pueden llegar a conducir desde la frustración hasta ser partícipes de la violencia.

## Problemas médicos y psicosociales
En el documento de la Organización Mundial de la Salud (OMS) La salud de los jóvenes: un desafío para la sociedad, se recogen los problemas de salud específicos de los jóvenes. También aparecen en la página Salud de los adolescentes. Los problemas pueden clasificarse como:
- Problemas médicos: acné, cefalalgia, ginecológicos, atención dental, VIH/Sida, tuberculosis.
- Problemas psicosociales: desórdenes psiquiátricos, estrés, ansiedad, peso (sobrepeso), bulimia, anorexia, anorexia nerviosa, tristeza, depresión,  fatiga, trastorno del sueño, déficit de sueño, desórdenes maníaco-depresivos (trastornos bipolares), conducta suicida (el suicidio es la segunda causa de muerte de jóvenes).[18][19]

#### Problemas de uso y abuso de drogas y vehículos
Los jóvenes se ven sometidos a experiencias novedosas y deben reconocer los riesgos, evaluarlos y controlarlos. Ya que hay hábitos, conductas y experiencias que tienen riesgos claros para su salud:

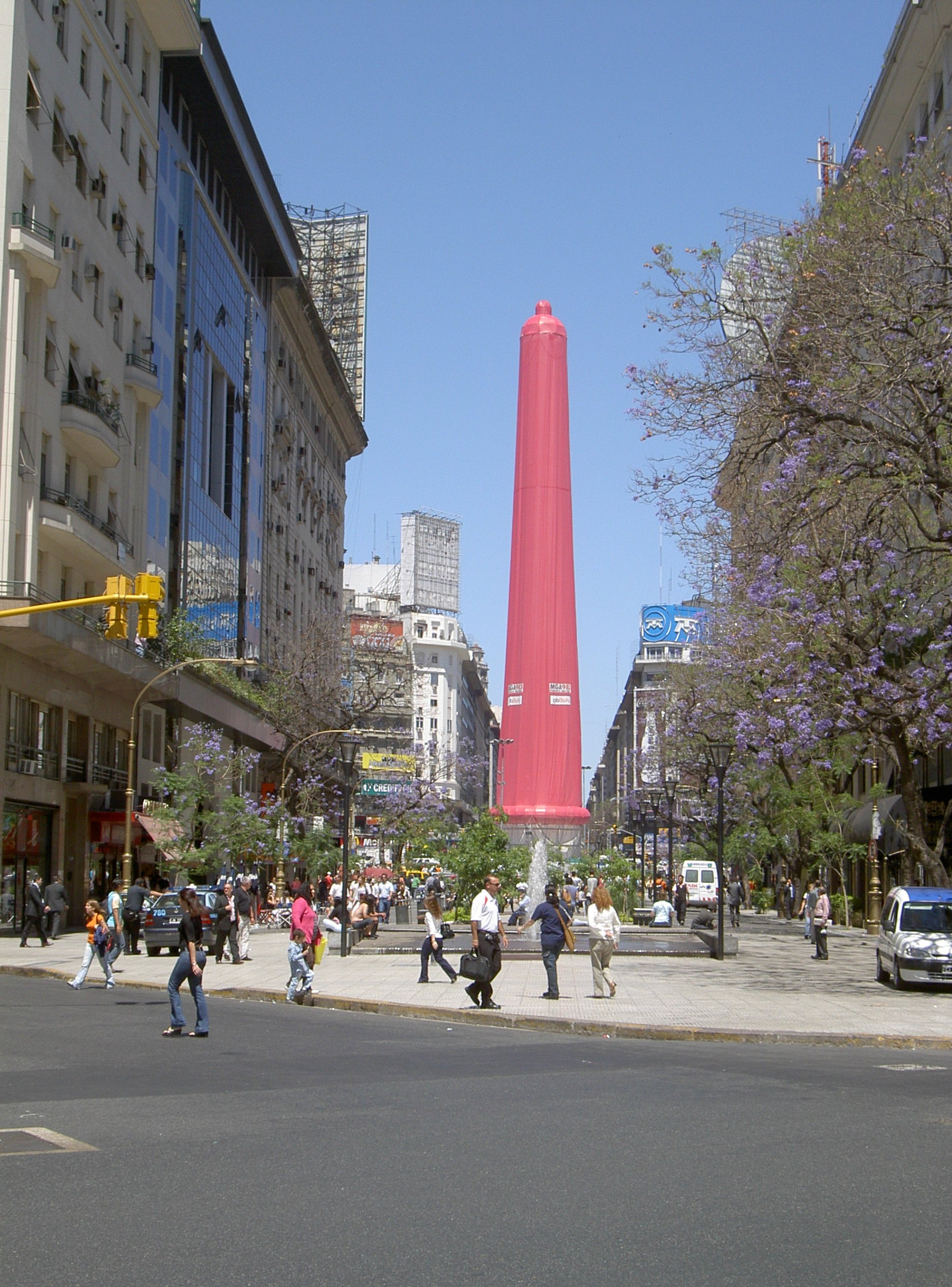
Condón o preservativo de 15 metros de altura puesto en el obelisco porteño de la ciudad de Buenos Aires en el 2005 para conmemorar el día internacional de lucha contra el sida. El preservativo protege de las infecciones de transmisión sexual y es uno de los métodos anticonceptivos más accesible y eficaz

- Uso de drogas (drogadicción), legales o ilegales:

- Fumar: tabaquismo;
- Beber alcohol: alcoholismo;
- Consumo de drogas ilegales: cannabis, cocaína, heroína, LSD, anfetaminas, alucinógenos, opio...

- Uso de vehículos: accidentes de tráfico (primera causa de muerte en jóvenes)[18]

#### Problemas relacionados con la salud sexual y reproductiva
La salud sexual y la salud reproductiva son imprescindibles para los jóvenes, quienes deben obtener una educación sexual adecuada y tener acceso a la planificación familiar y a métodos anticonceptivos tanto para evitar embarazos no deseados como infecciones de transmisión sexual. 
En lo que a comportamientos sexuales se refiere, conforme a UNICEF, la exploración de la sexualidad ocupa un lugar primordial en la juventud de cara a su desarrollo físico y emocional, por lo que es conveniente asegurarles el derecho a la información y los servicios pertinentes con la finalidad de que reciban una educación sexual que les permita ser conscientes al tomar decisiones sobre su sexualidad, pues estas repercutirán en su calidad de vida. 
Las relaciones sexuales se inician, mayoritariamente, entre los 13 y 21 años, con escasa utilización de los métodos anticonceptivos lo que provoca embarazos no deseados. Las mujeres que sufren un embarazo adolescente recurren con mayor frecuencia a los anticonceptivos de emergencia y al aborto inducido (legal o ilegal), son víctimas con mayor frecuencia de violencia sexual y socialmente se encuentran más indefensas por su falta de autonomía social y económica.
Las complicaciones del embarazo y el parto, son la tercera causa de mortalidad en jóvenes —después de los accidentes de tráfico y el suicidio—. La mayoría de estas muertes son evitables con una información adecuada, acceso a métodos anticonceptivos y la planificación familiar y eliminación de prácticas abortivas sin condiciones sanitarias. La mayoría de esas defunciones se registran en los países de ingresos bajos y medianos.

### Fracaso escolar y abandono escolar
El fracaso escolar y el abandono escolar constituyen uno de los grandes problemas que afectan a los jóvenes. Las principales razones de deserción están vinculadas con las carencias de los sistemas educativos nacionales; con factores socioeconómicos —necesidades familiares que alejan a los jóvenes de la escuela—, de género —las jóvenes abandonan más la escuela en los países pobres— y culturales. Otros factores pueden ser la falta de expectativas claras que puede ofrecer la formación, la aparición de un embarazo no deseado. 
Esta situación se complica con el desempleo juvenil que impide la inserción en el mundo del trabajo de quienes sufren fracaso escolar. Las crisis económicas y el desempleo estructural inciden de manera especial en los jóvenes.

### Violencia sexual generacional
Otro de los problemas a los que se enfrentan es la violencia durante el noviazgo entre los mismos jóvenes. La violencia de género —consecuencia de una educación familiar y formación inadecuada, normalmente machista que produce violencia contra la mujer y violencia sexual— son agresiones por parte de la pareja que dañan psicológica, física y sexualmente al otro; son acciones encaminadas a someter a la pareja. La violencia en la relación de pareja puede ser provocada tanto por el hombre o por la mujer. Las formas de violencia en el noviazgo, pueden identificarse a través de expresión de celos excesivos con amistades y familiares, violación de la privacidad, molestia que se demuestra a través del silencio, presión para realizar actividades que no se desean, toqueteos y besos sin consentimiento, empujones, bofetadas, insultos, amenazas, intimidaciones entre otros. Las consecuencias que acarrea la violencia en el noviazgo son graves y comprenden desde la depresión, la violación, el aislamiento de la persona en la sociedad, embarazos no deseados, infecciones de transmisión sexual, violencia física extrema hasta casos de muerte, normalmente por violencia contra la mujer.

### Violencia sexual intergeneracional
Hasta el 20 por ciento de los embarazos en adolescentes son un resultado directo de la violación, mientras que un 60 por ciento de las madres adolescentes tenían experiencias sexuales no deseadas anteriores a su embarazo. Antes de los 15 años, la mayoría de las experiencias de la primera relación sexual en mujeres no son voluntarias —son forzadas—, el Instituto Guttmacher encontró que el 60 por ciento de las muchachas que tuvieron relaciones sexuales antes de los 15 años fueron obligadas por hombres que en promedio fueron seis años mayores que ellas. Uno de cada cinco padres de hijos de madres adolescentes admite que ha forzado a las chicas adolescentes a tener relaciones sexuales con ellos.
Numerosos estudios en países industrializados indican un fuerte vínculo entre abusos sexuales en la infancia y embarazos en la adolescencia. Hasta el 70 % de las mujeres que dieron a luz en su adolescencia sufrieron abusos siendo niñas; por el contrario, solamente el 25 % de las mujeres que no dan a luz sufrieron abusos siendo niñas.
En algunos países en donde la edad de consentimiento sexual coincide con la mayoría de edad, las relaciones sexuales entre un menor y un adulto no están toleradas por ley, así un menor de edad se cree que carece de la madurez y la competencia para tomar una decisión informada para tener relaciones sexuales totalmente consentidas con un adulto. En esos países, las relaciones sexuales con un menor de edad se consideran abuso sexual a menores.
Una vez que un adolescente ha llegado a la edad de consentimiento sexual, él o ella pueden legalmente tener relaciones sexuales con adultos, porque se sostiene que en general (a pesar de ciertas limitaciones), una vez alcanzada la edad de consentimiento se entiende que puede mantener relaciones sexuales con cualquier pareja que como mínimo tiene la edad de consentimiento. Por lo tanto, la definición de violación de menores se limita a las relaciones sexuales con una persona con edad inferior a la edad mínima de consentimiento. Lo que constituye violación de menores en última instancia, difiere según la jurisdicción de cada país.

### Acoso escolar y delincuencia juvenil

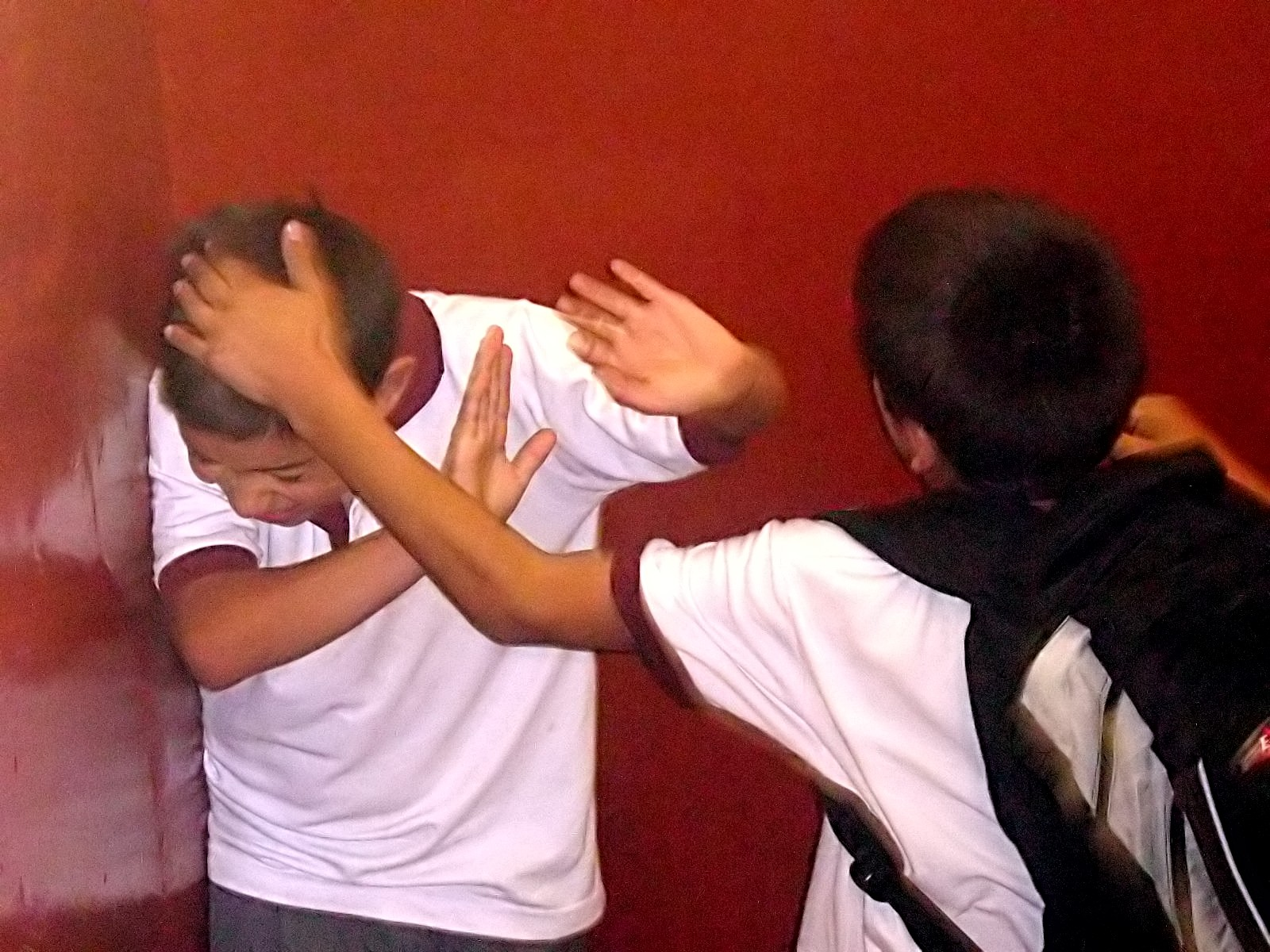
El acoso escolar o bullying puede también ser físico

La criminalidad en los jóvenes es un problema que aumenta cuando existe deserción escolar y fracaso escolar. Pero incluso en el ámbito escolar —educación primaria y educación secundaria— también se producen situación de violencia y delincuencia. Una gran cantidad de alumnos ha experimentado violencia escolar y acoso escolar (bullying) al menos un tipo de violencia ya sea verbal, física, psicológica e incluso sexual, derivada de la que perciben en la familia, pues es ahí donde está legitimada y se aprende, además de en los medios de comunicación. También, desde la aparición y uso masivo de Internet —correo electrónico, redes sociales, blogs, mensajería instantánea, mensajes de texto, teléfonos móviles— se recoge por las leyes penales el ciberacoso escolar.

### Explotación infantil y juvenil y uso militar de niños
El trabajo forzado de los jóvenes es también una situación que afecta el desarrollo educativo, social y muchas veces físico de los adolescentes. Según la Organización Internacional del Trabajo la definición de trabajo es la siguiente: «el conjunto de actividades que implican, sea la participación de los niños (y niñas) en la producción y comercialización de los bienes no destinados al autoconsumo, sea la presentación de servicios por los niños a personas naturales o jurídicas». Según la OIT la cifra de jóvenes menores de edad que se encuentran actualmente laborando es de 218 millones. La Prostitución y corrupción de menores es practicada y consentida en numerosos países. El uso militar de niños, y jóvenes menores es todavía una práctica real en las guerras y guerrillas actuales.

### Mortalidad juvenil: accidentes de tráfico, suicidio, complicaciones de embarazo

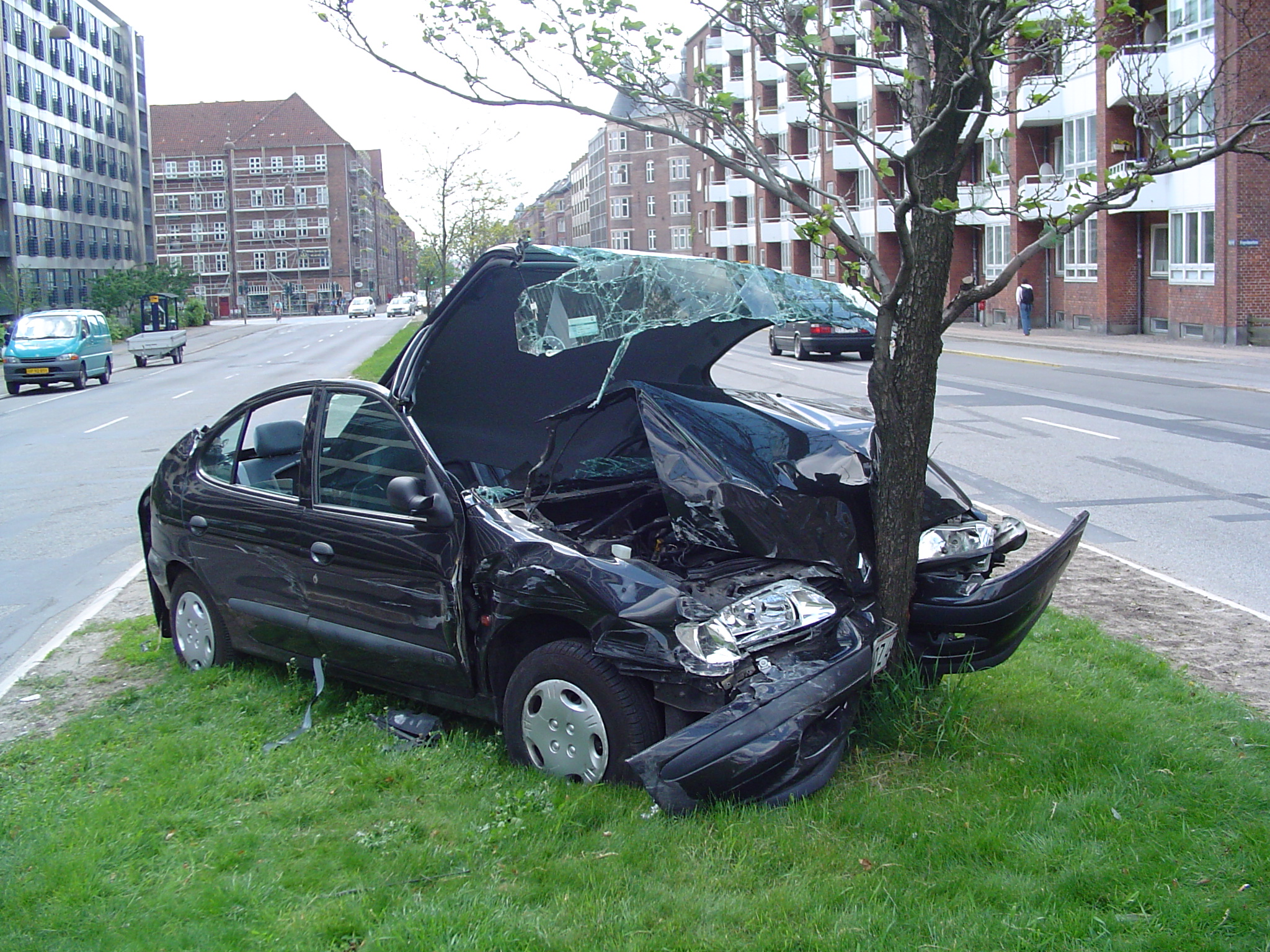
Accidente de tráfico en una calle de Copenhague

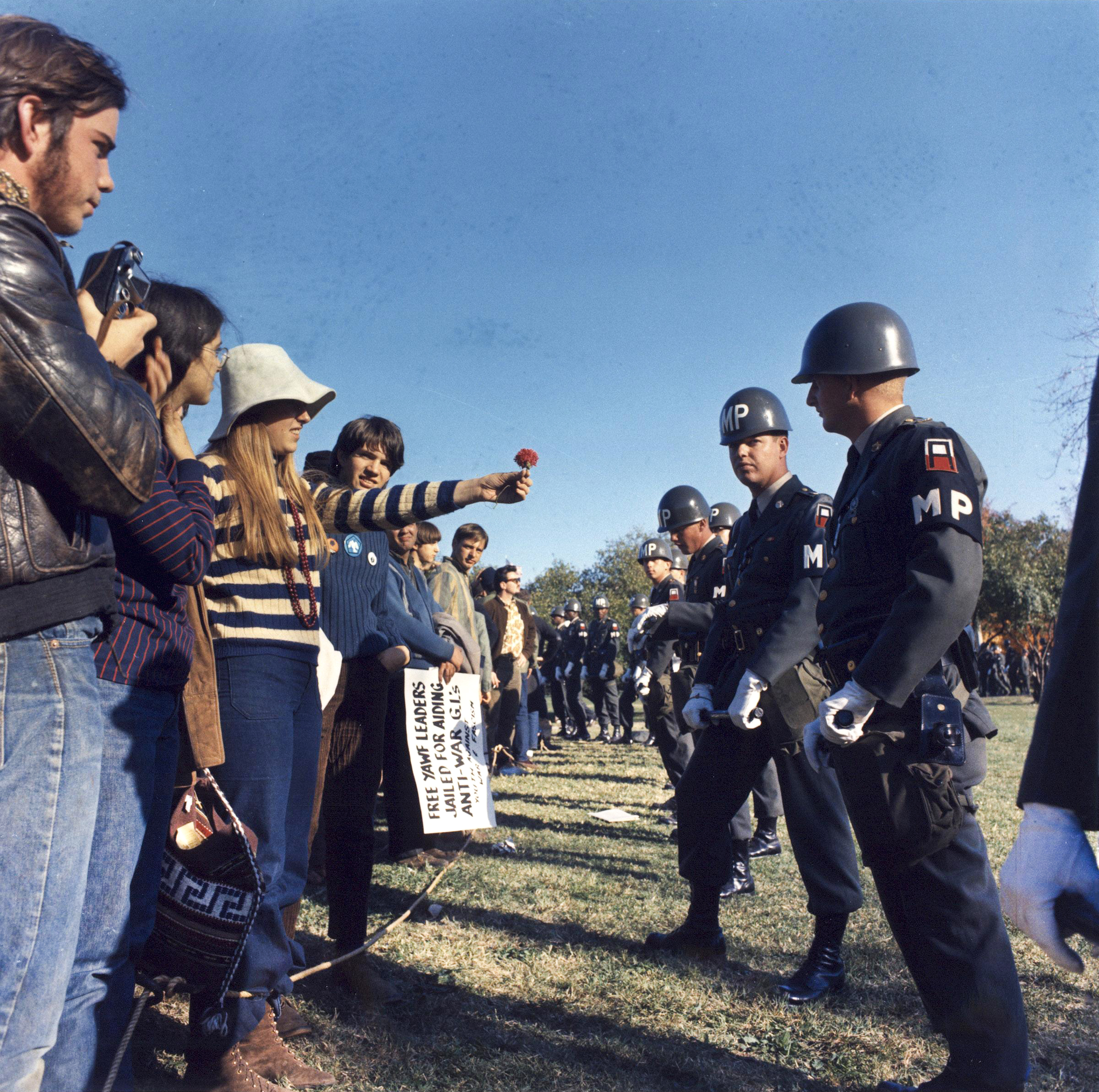
Manifestación pacifista contra la guerra de Vietnam, 1967. Pacifistas frentes a la Policía militar estadounidense

En 2009 un primer estudio de las pautas mundiales de mortalidad entre jóvenes (10 a 24 años de edad) ha evidenciado que los accidentes de tráfico, las complicaciones del embarazo y el parto, el suicidio, la violencia, el VIH/sida y la tuberculosis son las principales causas de mortalidad. La mayoría de estas causas de muerte son prevenibles y tratables. El estudio, respaldado por la Organización Mundial de la Salud (OMS) y publicado en la revista médica The Lancet, indica que cada año mueren 2,6 millones de jóvenes, y el 97 % de esas defunciones se registran en los países de ingresos bajos y medianos.
El suicidio, según las estadísticas mundiales, alcanza anualmente más de un millón de personas, lo que representa un 1.8 % del total de fallecimientos. Algunos de los factores de riesgo que influyen en la decisión de suicidarse son: abuso de la ingesta de alcohol, consumo de algún tipo de drogas, violencia familiar, comportamientos antisociales, depresión, aislamiento, entre otros.

## Juventud: contracultura, revoluciones y movimientos

### Contracultura y revoluciones
El comportamiento colectivo de los jóvenes tiene importantes efectos sobre la cultura de las sociedades y las transformaciones de los valores y costumbres. Frecuentemente los movimientos juveniles asumen formas contraculturales y revolucionarias en aspectos morales, sociales e incluso políticos, cuestionando activamente ciertos valores sostenidos por la generación de sus padres, generando conflictos entre generaciones.
Tal es el caso de acontecimientos protagonizados por jóvenes y estudiantes, como la Revolución de 1968 y del Mayo de 1968 en Francia y su extensión a otros países (como el movimiento estudiantil en México de 1968) o la oposición a la guerra de Vietnam, tanto dentro como fuera de Estados Unidos, siendo una de las causas de los movimientos contra el sistema, como el movimiento hippie y la ampliación del movimiento pacifista. Las universidades estadounidenses también fueron escenario de manifestaciones de protesta contra la implicación de Estados Unidos en la guerra de Vietnam.

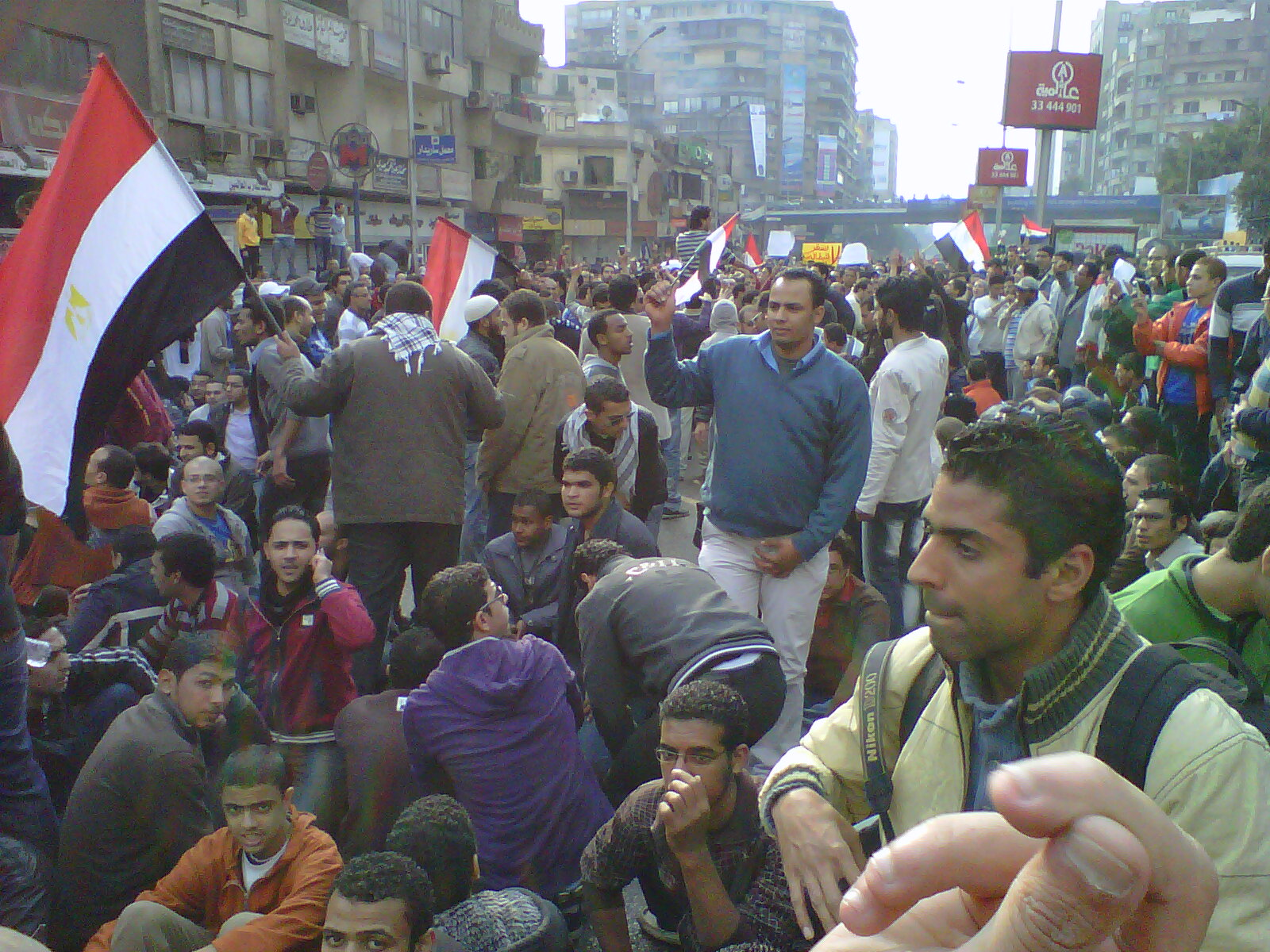
Jóvenes egipcios en la manifestación del 25 de enero de 2011 Día de la ira en la Revolución de los Jóvenes —Protestas en Egipto de 2011—

El movimiento estudiantil en México de 1968 fue un movimiento social —situado en un contexto planetario de luchas sociales de la denominada Revolución cultural de 1968— en el que además de estudiantes de la UNAM y del IPN, participaron profesores, intelectuales, amas de casa, obreros y profesionales en la Ciudad de México y que fue reprimido el 2 de octubre de 1968 por el gobierno mexicano en la matanza en la Plaza de las Tres Culturas
En 2010 y 2011 la participación de los jóvenes en la Revolución democrática árabe o Revolución de los Jóvenes árabes puede considerarse decisiva. Entre los manifestantes, una multitud de jóvenes sin esperanza reclamaban el derrocamiento de los líderes de sus países, elecciones libres, educación, trabajo y un futuro que se les está negando. El detonante de la Revolución de los Jazmines en Túnez fue la inmolación, quemándose a lo bonzo, del joven estudiante sin trabajo Mohamed Bouazizi. La Revolución egipcia de 2011, con gran participación de jóvenes, es también conocida como Revolución de los Jóvenes en Egipto.
En España, el movimiento promovido por jóvenes ¡Democracia Real YA! en 2011 y el Movimiento 15-M reclamaban una verdadera democracia y cambios radicales en las políticas sociales y económicas que han provocado un gran desempleo en España como consecuencia de la Crisis económica de 2008-2011 provocada por las prácticas de las grandes corporaciones financieras.

### Movimientos juveniles
Los movimientos juveniles, autónomos o dependientes de movimientos más amplios, desempeñan para los jóvenes un espacio de encuentro e interacción directa o indirecta, donde se definen y construyen elementos de identificación y pertenencia que permiten la interacción e integración social. Los movimientos juveniles pueden ser de carácter cultural —musical, estético, tecnológico, etc.—, ideológico, moral, político, religioso, axiológico, emocional o de cualquier otra clase. Los grupos movimientos juveniles crean vínculos de identificación hacia el interior y de diferenciación hacia el exterior. 
En la actualidad, los movimientos juveniles se valen de las tecnologías de información y comunicación para organizarse. Los blogs, foros y redes sociales han adquirido un papel importante como espacio de discusión, politización y sobre todo, de formación de una identidad y acervo compartido
El movimiento de Los Indignados, conocido también como 15-M (15 de mayo) con el que los ciudadanos rechazan las actuales condiciones sociales, económicas y políticas de la estructura social que ha liderado la clase política y la banca, es un ejemplo claro de la actual movilización de los jóvenes por medio de las redes sociales en línea. Los indignados se hicieron visibles el 15 de mayo de 2011, a partir de protestas en España, con la consigna emblemática «No somos marionetas en manos de políticos y banqueros». Hoy los indignados se encuentran en más de 80 países alrededor del mundo.
En México, ha nacido el movimiento juvenil Yo Soy 132, a partir del 11 de mayo de 2012, se dieron a conocer expresándose en contra del candidato del Partido Revolucionario Institucional (PRI) Enrique Peña Nieto, a la presidencia de la República Mexicana. En su discurso dicen: «No olvidamos las guerras sucias y los desaparecidos, no olvidamos el movimiento estudiantil del 68, somos herederos de los movimientos reprimidos de Atenco y Oaxaca, somos herederos de los niños muertos en la guardería ABC, herederos de la indignación por la lucha contra el narco. Somos Cherán, somos Copala, somos los rarámuris muertos. No olvidamos, queremos justicia».

#### Movimientos sociales, de igualdad y liberación sexual
Entre estos movimientos se pueden señalar: el movimiento hippie, vinculado a cuestiones morales como las derivadas de la revolución sexual; el pacifismo frente a las guerras; el feminismo —con las Guerras feministas por el sexo— y el Movimiento de liberación LGBT por los derechos de homosexuales —gais y lesbianas—, bisexuales y transgénero.

#### Movimientos relacionados con la música, el cómic y las nuevas tecnologías
Estos movimientos generacionales han estado en muchos casos vinculados a transformaciones estéticas con eje en la música. Entre los más importantes movimientos juveniles musicales pueden citarse: rock & roll, punk, EDM, hip-hop, emo, Metalero, floggers, grunge, cartoon, otaku, tecktonik, jumpstyle, Cutting Shapes.

### Organizaciones juveniles
Los jóvenes tienden a agruparse en organizaciones específicamente juveniles, a veces completamente autónomas y otras como secciones juveniles de organizaciones más amplias. Entre ellas pueden citarse agrupaciones, secciones, o departamentos juveniles de partidos políticos, sindicatos, iglesias, asociaciones culturales, deportivas, etc.

## Denominaciones de las generaciones de jóvenes
En general las denominaciones pueden acomodarse a la realidad de muchos países pero muchos de sus aspectos son especialmente coincidentes con la situación de países desarrollados como Canadá, EUA, Australia, muchos países de Europa, etc.
Las denominaciones de las generaciones son: Generación perdida, Generación grandiosa, Generación silenciosa, Baby Boomer, Generación X, Mileniales, Centeniales y Generación Alfa.
En las décadas de 2000s y 2010s, ganaron popularidad otras denominaciones alternativas para generaciones jóvenes, como la Generación ni-ni, la Generación pobre, la Generación Dinky  y la Generación mileurista —esta última en España—. En las revoluciones árabes de 2010 y 2011 se considera que la participación de las generaciones de jóvenes ni-ni ha sido decisiva.

## El portal de la juventud de la UNESCO
UNESCO ha creado El Portal de Juventud inaugurado el 12 de agosto de 2005 Día Internacional de la Juventud como una herramienta de comunicación con este sector de la población y redes, organizaciones y grupos juveniles y de quienes trabajan con jóvenes existentes en América Latina y el Caribe.

## En la cultura popular

### En el cine
Muchas películas han abordado el tema de la juventud. Algunos ejemplos:
- La sustancia, película del 2024 dirigida por Coralie Fargeat.

### Artículos
- 2000 - La salud de los jóvenes: un desafío para la sociedad, 2000, Informe Salud para todos en el año 2000 OMS
- 2009 - «Global patterns of mortality in young people: a systematic analysis of population health data.» The Lancet, Volume 374, Issue 9693, pp. 881-892, 12 de septiembre de 2009, doi:10.1016/S0140-6736(09)60741-8.
- 2018 - «Juventud y participación en iberoamerica» Anuario de Derecho Constitucional Latinoamericano, AÑO XXIV, BOGOTÁ, 2018, PP. 119-133, ISSN 2346-0849.

### Libros
- Alayon, Norberto (1997). Niños y adolescentes, hacia la reconstrucción de derechos. Espacio, Argentina.
- Brito García, Luis (1991). El imperio contracultural: del rock a la postmodernidad. Ed. Nueva Sociedad. Venezuela.
- Cirigliano, Gustavo; Ameghino, - Ana Zabala (1979). El poder joven, Buenos Aires, Librería de las Naciones.
- Dolto, François (1990). La causa de los adolescentes. Seix Barral. España.
- Erikson, Erik (1968). Identidad, juventud y crisis. Madrid, Taurus Humanidades (1989).
- Feixa, Carles; Saura, Joan; Costa, Carmen (eds.) (2002). Movimientos juveniles: de la globalización a la antiglobalización., Barcelona, Ariel Social.
- Gregorio Bermann (1945), Juventudes de América, Córdoba.
- Giberti, Eva (1996). Hijos del Rock. Buenos Aires: Ed. Losada.
- Peñaloza, José (2010), "La juventud mexicana, una radiografía de su incertidumbre", México DF, Ed. Porrúa.
- Ponce, Aníbal (1936), Ambición y angustia del adolescente, Buenos Aires, Talleres Gráficos Argentinos.
- Rodríguez, Félix (ed.) (2002). Comunicación y cultura juvenil, Barcelona: Ariel Social.
- Scavino, Dardo (2015). Las fuentes de la juventud, Buenos Aires: Eterna Cadencia.